# Cyprysik nutkajski
Cyprysik nutkajski (Cupressus nootkatensis) – gatunek wiecznie zielonego drzewa iglastego z rodziny cyprysowatych. Występuje naturalnie w Ameryce Północnej wzdłuż wybrzeży Oceanu Spokojnego. W Europie sadzony w parkach jako drzewo ozdobne od 1850. 

## Systematyka i zmienność
Gatunek odkryty przez Archibalda Menziesa w 1793, opisany i sklasyfikowany po raz pierwszy przez Davida Dona w 1824 jako Cupressus nootkatensis. W roku 1841 został przeniesiony do rodzaju cyprysik jako Chamaecyparis nootkatensis przez Édouarda Spacha. W 2000 roku gatunek na podstawie analiz genetycznych został przywrócony zgodnie z pierwotną diagnozą do rodzaju cyprys (Cupressus). Gdy na przełomie tysiącleci odkryto w Wietnamie nowy gatunek – Cupressus vietnamensis – ustalono jego bliskie pokrewieństwo z C. nootkatensis i zaliczono oba taksony do nowego rodzaju – Xanthocyparis (cyprysik nutkajski jako X. nootkatensis). W 2004 roku grupa taksonomów zwróciła uwagę na pierwszeństwo nazwy Callitropsis dla rodzaju obejmującego cyprysika nutkajskiego i takson z Wietnamu. Cyprysik nutkajski został bowiem już w 1864 r. wyodrębniony do osobnego, monotypowego wówczas rodzaju jako Callitropsis nootkatensis przez Andersa Oersteda (rodzaje Xanthocyparis i Callitropsis uznane zostały za synonimy). Dalsze analizy molekularne DNA potwierdziły przynależność cyprysika nutkajskiego do rodzaju cyprys (Cupressus), przy czym z powodu odrębności wydzielony został w monotypową sekcję podnoszoną także do rangi podgatunku Callitropsis. W takim ujęciu gatunek opisywany jest pod swą pierwotną nazwą jako Cupressus nootkatensis D. Don 1824.
Krzyżuje się z innymi gatunkami z rodzaju cyprys (Cupressus) tworząc mieszańce klasyfikowane do mieszańcowego cyprysowiec (Cupressocyparis). Popularnym w uprawie mieszańcem jest krzyżówka z cyprysem wielkoszyszkowym – cyprysowiec Leylanda.

## Morfologia
PokrójDrzewo dorastające do wysokości 25 metrów. Korona jest wąskostożkowata z płaskimi pędami bocznymi, zwykle przewisającymi.
PieńProsty, brązowoszary. Kora włóknista, brązowoszara, łuszcząca się wąskimi, długimi pasami. W koronie ma odcień wiśniowy. Gałęzie liczne, na końcach zgięte ku dołowi. Pędy cienkie, okryte drobnymi łuskami.
LiścieŁuski naprzeciwległe, podobnej wielkości, ciemno- lub szarawozielone, matowe, od dołu z niewyraźnym białym nalotem wzdłuż styków łusek. Boczne łuski z końcami tępymi i zwykle odstającymi, środkowe łuski wypukłe z krawędzią pośrodku i słabo widocznym gruczołkiem.
SzyszkiKuliste, o średnicy 1 cm z 4–6 łuskami. Na tarczkach łusek znajduje się wyrostek. Szyszki dojrzewają na wiosnę następnego roku po rozwinięciu się, co jest charakterystyczne dla rodzaju cyprys (Cupressus).

## Biologia
Gatunek długowieczny, osiąga do 650 lat, wolnorosnący.

## Zastosowanie
Roślina ozdobna – gatunek sadzony jako drzewo parkowe. Znanych jest wiele odmian uprawnych.

## Uprawa
Dobrze rośnie na glebach gliniastych, gliniasto-piaszczystych i madach o dostatecznej wilgotności. Mrozoodporny, światłolubny.